# Polybutylensukcinát
Polybutylensukcinát (zkráceně PBS) je polymer patřící mezi termoplasty, ze skupiny polyesterů. PBS je biologicky rozložitelný a vlastnostmi se podobá polypropylenu.
PBS se skládá z butylensukciátových (C8H12O4) jednotek.

## Historie

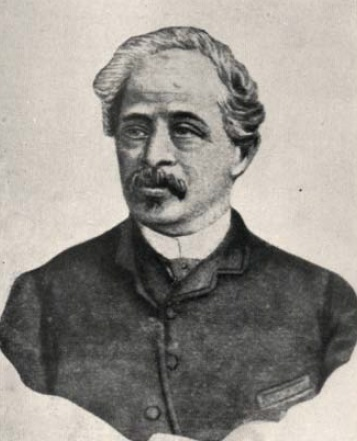
A. V. Lourenço

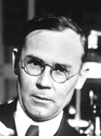
Wallace H. Carothers

První polyester založený na kyselině jantarové byl vytvořen v roce 1863, kdy Agostinho Vicente Lourenço popsal reakci kyseliny jantarové s ethylenglykolem za vzniku sloučeniny, kterou označil jako kyselinu „jantaro-ethylenovou“. Zjistil, že tato látka za vysokých teplot (nad 300 °C) odštěpuje vodu a po ochlazení vzniká krystalická hmota. Strukturu produktu ovšem dále nezkoumal.
Později (1886 a 1894) byl dvěma různými postupy získán tentýž produkt.
Ve 30. letech 20. století provedl Wallace Carothers podrobný průzkum polyesterů kyseliny jantarové, za účelem nalezení syntetické náhrady hedvábí. Odstraňováním vody průběžnou destilací získal polymery s mnohem vyššími molekulovými hmotnostmi, než se podařilo vytvářet dříve; vlastnosti produktů ale neodpovídaly očekáváním, Carothers se tak zaměřil na polyamidy a s Julianem Hillem objevil nylon 6,6.
Roku 1946 byla objevena vylepšená příprava alifatických polyesterů využívající chloridy kyselin.
Zájem o polysukcináty vzrostl v 90. letech 20. století se zájmem o biologicky rozložitelné polymery.

## Výroba
Podobně jako ostatní polyestery, například polyethylentereftalát, se PBS dá vyrobit dvěma hlavními způsoby: transesterifikací (z diesterů kyseliny jantarové) a přímou esterifikací. Nejčastější je přímá esterifikace kyseliny jantarové butan-1,4-diolem, skládající se ze dvou kroků: Nejprve je nadbytek diolu esterifikován kyselinou za vzniku oligomerů a odštěpení vody.
Tyto oligomery se následně za nízkého tlaku transesterifikují a vytvářejí polymer s vysokou molekulovou hmotností. Při druhém kroku se používají katalyzátory, ty mohou být založeny na titanu, zirkoniu, cínu nebo germaniu.

### V průmyslu
Vylepšení syntézy PBS umožnilo jeho výrobu ve velkém měřítku. Japonská firma Showa High Polymer postavila v roce 1993 továrnu schopnou vyrobit 3 000 tun PBS ročně. Výrobní proces spočívá v polykondenzaci v kapalné fázi, po níž následuje prodloužení řetězce pomocí diisokyanátu. V roce 2003 byla uvedena do provozu továrna společnosti Mitsubishi Chemicals, v níž bylo možné ročně vyrobit 3 000 tun PBS, který dosahoval vysokých molekulových hmotností bez použití činidla prodlužujícího řetězec. Poté se objevilo několik dalších výrobců PBS. Roku 2010 se objevil první čínský výrobce PBS, s roční kapacitou 10 000 tun. V témže roce byla také uvedena do provozu továrna schopná vyrobit 20 000 tun za rok.
Většina polyalkylensukcinátů se vyrábí z ropných surovin; mnozí výrobci se ale snaží vyvinout biologické způsoby výroby kyseliny jantarové. Showa Denko v roce 2016 ukončila výrobu PBS založenou na ropě.

## Biologická rozložitelnost
Bakterie rodu Amycolatopsis a houby Penicillium mohou PBS rozkládat. Microbispora rosea, Excellospora japonica a E. viridilutea mohou jako zdroj energie využít emulgovaný PBS.

## Použití
Jelikož se PBS přirozeně rozkládá na vodu a oxid uhličitý, tak může být biologicky rozložitelnou náhradou některých běžných plastů; neustále jsou objevovány nové možnosti použití PBS. PBS může být materiálem na obaly potravin i kosmetiky. Využit může být také na výrobu nádobí nebo lékařských nástrojů. V zemědělství se dá využít u pesticidů a hnojiv. PBS je také využitelný v rybářství (jako materiál na rybářské sítě) a lesnictví a v jiných oblastech, kde se obtížně recyklují použité materiály. V lékařství může sloužit například jako rozložitelný obal kapslí.